# 貝爾法斯特維多利亞大街站
貝爾法斯特維多利亞大街站（英語：Belfast Great Victoria Street station）是英國北愛爾蘭首府貝爾法斯特的主要火車站之一，比貝爾法斯特中央車站距貝爾法斯特市中心更近。除了鐵路車站之外，也設有客運車站，是北愛爾蘭國內交通的樞紐。以該車站為起點，除了有前往倫敦德里等地的列車之外，也有前往貝爾法斯特國際機場的接駁巴士。